# Форка
Форка́ (арм. Ֆորկա) или Форка-форка (арм. Ֆորկա-ֆորկա) — армянский народный танец, отличающийся вариативностью исполнения в зависимости от региона.

## Этимология
Название «Форка» имеет неизвестное происхождение. Предполагалось, что оно произошло от искаженного названия польки, однако движения два этих танца ничего общего с полькой не имеют. Адаптированный вариант польки, который был популярен среди армянской городской буржуазии, называется Пулка́, но и этот танец не является родственным пляске Форка́.

## Исполнение
Варианты исполнения разнятся в зависимости от региона. В селе Талин Форка традиционно исполняется под звуки зурны и дхола. Пляшущие строятся кругом, руки кладут на плечи соседних танцующих. В других вариантах пляска исполняется двумя женщинами средних лет в величественной и торжественной манере, с использованием платков.

## В культуре
Танец исполняется в опере «Алмаст» армянского композитора А. А. Спендиарова.